# Erik Lima
Erik Nascimento Lima, meglio noto come Erik (Novo Repartimento, 18 luglio 1994), è un calciatore brasiliano, attaccante del Vissel Kōbe in prestito dal Machida Zelvia.

## Caratteristiche tecniche
Schierato come attaccante centrale, ha la struttura fisica della seconda punta o del falso nueve. Un giocatore che ha lo score da numero 9 e le movenze da 10. Erik non lascia punti di riferimento ai difensori, partendo centralmente per svariare su tutto il fronte offensivo. Destro naturale, è stato spesso utilizzato anche sulla fascia sinistra per sfruttare il tiro a giro dopo il rientro sul piede preferito.
Per come si inserisce negli spazi e calcia in rete assomiglia ad Alexis Sánchez. Come il cileno ha il baricentro basso che gli permette di anticipare sul tempo gli avversari e una capacità di tenere la palla incollata al piede in progressione.

## Carriera

### Club

#### Goiás
L'esordio arriva il 28 marzo 2013, all'età di 19 anni, in occasione della partita, del Campionato Goiano, vinta, per 2-0, contro il CRAC scendendo in campo a partita in corso. Mentre l'esordio nel massimo campionato brasiliano arriva il 7 luglio successivo in occasione della vittoria, per 1-0, contro il Vitória. La prima stagione da professionista si conclude con un bottino di 8 presenze e con la vittoria del Campionato Goiano.
Nella seconda stagione, più precisamente il 27 febbraio 2014, arriva la prima rete in carriera in occasione della vittoria, nel Campionato Goiano, contro l'Anápolis aprendo le marcature del 2-1 finale. Il 23 maggio successivo invece arriva la prima rete nel Brasilerao durante il pareggio, per 2-2, contro il Santos. Il 28 agosto 2015 arriva l'esordio in campo internazionale, in occasione del 2º turno di Coppa Sudamericana perso, per 2-1, contro il Fluminense; proprio lui è a siglare l'unico gol della sua squadra. Tre giorni più tardi sigla la sua prima tripletta in carriera ai danni dell'Atlético Paranaense nella partita vinta 3-1. Prima della conclusione del campionato arrivano anche due doppiette: il 9 novembre nella vittoria, per 3-0, sul Bahia e il 7 dicembre nel 4-2 sul Chapecoense. Nel 2014 totalizza 47 presenze e 17 reti.
Il 3 maggio 2015, anche grazie alle 6 reti messe a segno in tutto il campionato, vince il suo 2º Campionato Goiano. Il 21 novembre 2015 disputa la sua 100ª partita con la maglia verde in occasione della sconfitta interna, per 1-3, contro il Coritiba. A fine anno lascia il club, che lo ha lanciato nel calcio professionistico, con un bottino di 103 presenze e 36 reti risultando essere uno dei miglior attaccanti che abbia mai vestito la maglia del Goiás negli ultimi anni.

#### Palmeiras e i vari prestiti
Dopo un forte interesse da parte del club turco del Fenerbahçe, che aveva ottenuto anche l'accordo verbale sia con il club che con il giocatore stesso, il giovane attaccante brasiliano decide di firmare un contratto quinquennale con il Palmeiras, il quale sborsa una cifra vicina ai 3 milioni di euro per il 60% dei diritti economici. L'esordio arriva il 31 gennaio 2016 in occasione della vittoria esterna, per 0-2, contro il Botafogo nel Campionato Paulista. Il 5 luglio successivo arriva anche la prima rete in occasione della vittoria esterna, per 1-3, contro lo Sport Recife andando ad aprire le marcature della partita. Il 27 novembre 2016, con un turno di anticipo, vince il suo primo campionato brasiliano poiché la sua squadra si piazza al primo posto davanti a Flamengo e Santos. Conclude la sua prima stagione con la maglia del Palmeiras con un bottino di 30 presenze e 3 reti.
A gennaio 2018 viene ceduto, a titolo temporaneo, all'Atlético Mineiro. L'esordio arrivo il 18 dello stesso mese in occasione del pareggio esterno, per 0-0, contro il Boa Esporte. L'8 febbraio invece sigla la sua prima rete con indosso la nuova maglia in occasione della partita di Coppa nazionale contro l'Atlético Acreano. Tuttavia, il 17 agosto dello stesso anno, il prestito viene terminato in anticipo e il giorno dopo viene girato in prestito fino alla fine dell'anno al Botafogo. L'esordio arriva il 26 agosto successivo in occasione della vittoria casalinga, per 2-0, lo Sport Recife. Il mese successivo, in occasione della trasferta vinta, per 3-4, contro il Vitória, mette a segno il suo primo gol con la maglia del Botafogo. Rimane al Botafogo fino ad agosto 2019 disputando 46 partite e mettendo a segno 14 reti.
Il 4 agosto 2019 si trasferisce, per la prima volta fuori dal suo paese natio, in Giappone per vestire la maglia dello Yokohama F·Marinos. L'esordio arriva il 17 agosto successivo nella sconfitta interna, per 2-1, contro il Cerezo Osaka. Nel turno successivo di campionato arriva anche la prima marcatura con indosso la nuova maglia in occasione della vittoria esterna, per 5-1, contro il Nagoya Grampus andando a siglare il momentaneo 4-1. A fine stagione totalizza 13 presenze mettendo a segno ben 9 reti che permettono alla squadra giapponese di vincere il suo sesto campionato.

## Statistiche

### Presenze e reti nei club
Statistiche aggiornate al 16 aprile 2024.
| Stagione               | Squadra                | Campionato             | Campionato | Campionato | Coppe nazionali | Coppe nazionali | Coppe nazionali | Coppe continentali | Coppe continentali | Coppe continentali | Altre coppe | Altre coppe | Altre coppe | Totale | Totale |
| Stagione               | Squadra                | Comp                   | Pres       | Reti       | Comp            | Pres            | Reti            | Comp               | Pres               | Reti               | Comp        | Pres        | Reti        | Pres   | Reti   |
| ---------------------- | ---------------------- | ---------------------- | ---------- | ---------- | --------------- | --------------- | --------------- | ------------------ | ------------------ | ------------------ | ----------- | ----------- | ----------- | ------ | ------ |
| 2013                   | Goiás                  | PD/GO+A                | 2+4        | 0          | CB              | 2               | 0               | -                  | -                  | -                  | -           | -           | -           | 8      | 0      |
| 2014                   | Goiás                  | PD/GO+A                | 8+34       | 2+12       | CB              | 1               | 0               | CS                 | 4                  | 3                  | -           | -           | -           | 47     | 17     |
| 2015                   | Goiás                  | PD/GO+A                | 16+26      | 6+10       | CB              | 5               | 3               | CS                 | 1                  | 0                  | -           | -           | -           | 48     | 19     |
| Totale Goiás           | Totale Goiás           | Totale Goiás           | 26+64      | 8+22       |                 | 8               | 3               |                    | 5                  | 3                  |             | -           | -           | 103    | 36     |
| 2016                   | Palmeiras              | A1/SP+A                | 10+16      | 0+3        | CB              | 2               | 0               | CL                 | 2                  | 0                  | -           | -           | -           | 30     | 3      |
| 2017                   | Palmeiras              | A1/SP+A                | 4+9        | 0          | CB              | 1               | 0               | CL                 | 0                  | 0                  | -           | -           | -           | 14     | 0      |
| Totale Palmeiras       | Totale Palmeiras       | Totale Palmeiras       | 14+25      | 0+3        |                 | 3               | 0               |                    | 2                  | 0                  |             | -           | -           | 44     | 3      |
| gen.-ago. 2018         | Atlético Mineiro       | M1/MG+A                | 12+5       | 0          | CB              | 6               | 2               | CS                 | 2                  | 0                  | -           | -           | -           | 25     | 2      |
| ago.-dic. 2018         | Botafogo               | A/RJ+A                 | 0+17       | 0+5        | CB              | 0               | 0               | CS                 | 0                  | 0                  | -           | -           | -           | 17     | 5      |
| gen.-ago. 2019         | Botafogo               | A/RJ+A                 | 10+10      | 1+1        | CB              | 4               | 3               | CS                 | 5                  | 4                  | -           | -           | -           | 29     | 9      |
| Totale Botafogo        | Totale Botafogo        | Totale Botafogo        | 10+27      | 1+6        |                 | 4               | 3               |                    | 5                  | 4                  |             | -           | -           | 46     | 14     |
| ago.-dic. 2019         | Yokohama F·Marinos     | J1                     | 12         | 8          | CG+CdL          | 1+0             | 1+0             | -                  | -                  | -                  | -           | -           | -           | 13     | 9      |
| 2020                   | Yokohama F·Marinos     | J1                     | 29         | 13         | CdL             | 2               | 0               | ACL                | 3                  | 1                  | SG          | 1           | 1           | 35     | 15     |
| Totale Yokohama F·M    | Totale Yokohama F·M    | Totale Yokohama F·M    | 41         | 21         |                 | 3               | 1               |                    | 3                  | 1                  |             | 1           | 1           | 48     | 24     |
| 2021                   | Changchun Yatai        | CSL                    | 22         | 7          | CC              | 2               | 1               | -                  | -                  | -                  | -           | -           | -           | 24     | 8      |
| 2022                   | Changchun Yatai        | CSL                    | 26         | 8          | CC              | 0               | 0               | -                  | -                  | -                  | -           | -           | -           | 26     | 8      |
| Totale Changchun Yatai | Totale Changchun Yatai | Totale Changchun Yatai | 48         | 15         |                 | 2               | 1               |                    | -                  | -                  |             | -           | -           | 50     | 16     |
| 2023                   | Machida Zelvia         | J2                     | 30         | 18         | CG              | 0               | 0               | -                  | -                  | -                  | -           | -           | -           | 30     | 18     |
| 2024                   | Machida Zelvia         | J1                     | 26         | 3          | CG+CdL          | 1+5             | 0+1             | -                  | -                  | -                  | -           | -           | -           | 32     | 4      |
| Totale Machida Zelvia  | Totale Machida Zelvia  | Totale Machida Zelvia  | 56         | 21         |                 | 6               | 1               |                    | -                  | -                  |             | -           | -           | 62     | 22     |
| 2025                   | Vissel Kōbe            | J1                     | 6          | 3          | CG              | 0               | 0               | ACL                | 1                  | 0                  | SG          | 0           | 0           | 7      | 3      |
| Totale carriera        | Totale carriera        | Totale carriera        | 334        | 100        |                 | 32              | 11              |                    | 18                 | 8                  |             | 1           | 1           | 385    | 120    |

## Palmarès

### Club

#### Competizioni statali
- Campionato Goiano: 2

Goiás: 2013, 2015

#### Competizioni nazionali
- Campionato brasiliano: 1

Palmeiras: 2016
- Campionato giapponese: 1

Yokohama F·Marinos: 2019
- J2 League: 1

Machida Zelvia: 2023

### Nazionale
- Torneo di Tolone: 1

Tolone 2013

### Individuale
- Prêmio Craque do Brasileirão: 1

Rivelazione dell'anno: 2014
- Squadra della J2 League: 1

2023
- Miglior giocatore della J2 League: 1

2023